# Tritonoharpa coxi
Tritonoharpa coxi is een slakkensoort uit de familie van de Cancellariidae. De wetenschappelijke naam van de soort is voor het eerst geldig gepubliceerd in 1872 door Brazier.